# Juan José López Ibor
Juan José López Ibor (Sollana, Valencia, 22 de abril de 1906-Madrid, 22 de abril de 1991) fue un psiquiatra español, presidente de la Asociación Mundial de Psiquiatría y profesor titular de las Cátedras de Psicología Médica y de Psiquiatría de la Universidad Complutense de Madrid. Ha sido también miembro de varias Academias de Medicina de todo el mundo y de Latinoamérica.

## Biografía

### Infancia y juventud: formación universitaria
Hijo de Miguel López Marco, un maestro de escuela originario de Teruel, que a principios del siglo XX se trasladó al pueblo valenciano de Sollana. Allí, además de ser el maestro fue también el alcalde. En dicho municipio se casó y tuvo tres hijos varones: Miguel, fallecido mientras estudiaba Medicina, Vicente y Juan José.
Estudió en la Facultad de Medicina de Valencia, y con apenas catorce años fue becario por oposición del Colegio Mayor Beato Juan de Ribera; institución que, inspirada en la gran tradición universitaria de los colegios de Salamanca y Alcalá, había de convertirse durante los dos décadas anteriores a la Guerra civil española en uno de los precedentes ilustres de los actuales Colegios Mayores. Durante sus años de estudiante, fue un destacado miembro de la Federación Valenciana de Estudiantes Católicos, y participó como delegado de la misma en las Asambleas Nacionales de la Confederación de Estudiantes Católicos.
Cuando cursaba el tercer curso de Medicina en la Universidad de Valencia leyó un libro de Sigmund Freud, que marcó su vocación por la psiquiatría. En aquella época, la psiquiatría no se consideraba una asignatura en los programas ordinarios de las Facultades de Medicina —ya que su práctica y limitada investigación quedaba reducida solamente al ámbito de los establecimientos y clínicas dependientes de la Beneficencia—, constituyendo una especialización que solo podía realizarse en algunas universidades extranjeras. 
López Ibor se doctoró en Madrid (1930), con una tesis sobre la neurosis a renta, un estudio en el que se mueve entre los campos de la psiquiatría y la medicina forense, e inició su carrera universitaria como catedrático de Medicina legal (1932) de la Facultad de Santiago de Compostela a los veinticuatro años. En 1934 pasó a ocupar la misma cátedra en la Facultad de Valencia, donde trabajó con el catedrático y rector Juan Peset.
Gracias a la obtención de la beca Alfonso XII, otorgada por la Diputación de Valencia, pudo continuar su formación en el extranjero entre 1934 y 1938. Concretamente realizó diversos periodos de investigación en las Universidades de Zúrich, Berlín, Múnich (estudió Psiquiatría con Oswald Bumke), París (neurología con Théophile Alajouanine y Georges Guillain) y Tubinga, A lo largo de ese periodo de formación, López Ibor realizó una serie de investigaciones neurológicas y psiquiátricas que sentaron las bases de la psiquiatría que luego ejercería en España. 
Durante la Guerra Civil se trasladó desde Valencia a Pamplona. En la capital navarra, colaboró en un periódico local, publicando artículos con el seudónimo de Pablo Marco. En esa época se afilió a la Falange, y en septiembre de 1939 juró el cargo de consejero nacional del Movimiento.

### Investigación y docencia
En 1940 se trasladó al Instituto de Medicina Ramón y Cajal del Consejo Superior de Investigaciones Científicas, al ser nombrado profesor de Psiquiatría. En 1943, fue nombrado jefe del departamento de Neuropsiquiatría del Hospital General de Madrid. De su labor al frente de este servicio surgiría el equipo de colaboradores que constituirían, bajo su dirección, no sólo el centro universitario que imparte las enseñanzas de la especialidad, sino una Escuela de Psiquiatría.
En 1950 ingresó en la Real Academia de Medicina. Se le encargó la cátedra de Psiquiatría de la facultad de Medicina (Universidad Complutense de Madrid), y fundó entonces la Sociedad de Medicina Psicosomática y Psicoterapia, y más tarde, con el profesor Vallejo-Nágera, la Sociedad Española de Psiquiatría. Ambos fueron los exponentes más destacados de la psiquiatría biologicista del franquismo al servicio de su ideología nacionalcatólica, controlando el acceso de los jóvenes investigadores a las cátedras universitarias de nueva creación.
Ya por entonces su prestigio había alcanzado rango internacional tanto como ponente en los Congresos de Neurología de París (1949) y del Primer Congreso Mundial de Psiquiatría celebrado en la misma ciudad, un año más tarde. Fue ponente también en los congresos internacionales de Neurología de Lisboa (1953), Bruselas (1957), y en el segundo y tercero de Psiquiatría de Zúrich (1957) y Montreal (1961). A partir de este momento la Asociación Mundial de Psiquiatría contó con López Ibor entre sus miembros más activos. Gracias a su gestión el IV Congreso Mundial de la especialidad se reuniría con notable éxito de organización y asistencia en Madrid, en septiembre de 1966. Desde entonces hasta 1972 fue presidente de la referida Asociación. Desempeñó la primera cátedra de Psiquiatría de la Universidad de Salamanca (1951), fue titular de la misma en Madrid (1960) y Decano de la Beneficencia Provincial. 
Su actividad académica fue copiosa de su docencia a su actividad como conferenciante y publicista. En diciembre de 1950, López Ibor ofreció la primera conferencia del ciclo "Balance de la cultura moderna", organizada por Florentino Pérez-Embid en el Ateneo de Madrid. Durante su intervención profundizó en la psicología del hombre moderno. A su conferencia asistieron un grupo de médicos, escritores y políticos. En 1952, también intervino en el tercer ciclo de conferencias en el Ateneo madrleño, con un curso monográfico sobre el psicoanálisis. El auditorio estaba abarrotado.
En los años 60, Juan José López Ibor practicó lobotomías y terapias de electrochoque a pacientes psiquiátricos para «curar» la homosexualidad durante la dictadura. Muchos de los pacientes homosexuales que llegaron a sus manos lo hicieron a raíz de la Ley sobre peligrosidad y rehabilitación social de 1970, la cual obligaba a «rehabilitar» homosexuales y transexuales mediante todo tipo de técnicas. López Ibor empleaba un chalet como clínica. La vivienda contaba con una treintena de habitaciones, todas ellas con unos «enchufes especiales» para conectar el «electroshock», que el psiquiatra aplicaba sin consentimiento del paciente o de la familia. "López Ibor llegaba a presumir de sus «exitosas» lobotomizaciones a gais. La revista Interviú recogió un fragmento de una conferencia suya en Italia en 1973 donde decía: «Mi último paciente era un desviado. Después de la intervención del lóbulo inferior del cerebro presenta, es cierto, trastornos en la memoria y la vista, pero se muestra más ligeramente atraído por las mujeres»." Su misoginia asociada al rechazo de la democracia fue notoria y expuesta en sus publicaciones médicas, como en su trabajo «¿Hacia una degradación de la sexualidad?», aparecido en Gaceta Médica Española, 12 (1968), 272-74. Afirmaba López Ibor, que la democracia era un “matriarcado neurótico” (”odia a la autoridad como el neurótico. La considera inhibidora, como el complejo de castración. Y los propios que ejercen la autoridad, desde el padre de familia al líder de cualquier pueblo que mande en el mundo occidental, sienten la necesidad de hacerse perdonar”).
Crítico con el psicoanálisis y con la visión sociogenética de los trastornos mentales, trabajó para consolidar la psiquiatría académica, pero mostró su desprecio por los problemas de la asistencia psiquiátrica pública.[cita requerida] Católico ferviente, asesoró al Vaticano en temas como la nulidad matrimonial o los métodos anticonceptivos femeninos.

### Vida privada
Casado con Socorro Aliño Testor, con quien tuvo doce hijos. Su mujer le ayudó a lo largo de toda su vida pasando a máquina todos sus escritos. Falleció de mal de Alzheimer en 1991.

### Amistades
Influyó a través de su libro Discurso a los universitarios españoles en Pérez-Embid y en otros jóvenes. Pérez-Embid reconoció que decidió dedicarse al mundo universitario tras su lectura. Mientras que Rafael Calvo Serer, que le pidió artículos para la revista Arbor —López Ibor escribió seis (1950-1953)—, reconoció que "ha influido mucho en mi vida (...) yo le había conocido como monárquico ya desde el año 1938. Cuando se trama la conspiración militar del 42, López Ibor está en esa conspiración, reuniones en su casa, contactos (...) Esa postura antifranquista le lleva a chocar con José Ibáñez Martín.
Concluida la Guerra Civil, se posicionó a favor de la restauración borbónica. Por ello tuvo que trasladarse desde la facultad de medicina al Instituto Cajal del CSIC. En 1944, apoyó, junto con otros profesores universitarios, el manifiesto de apoyo a don Juan de Borbón, por lo que fue multado y penado con el confinamiento en Barbastro.

## Su pensamiento

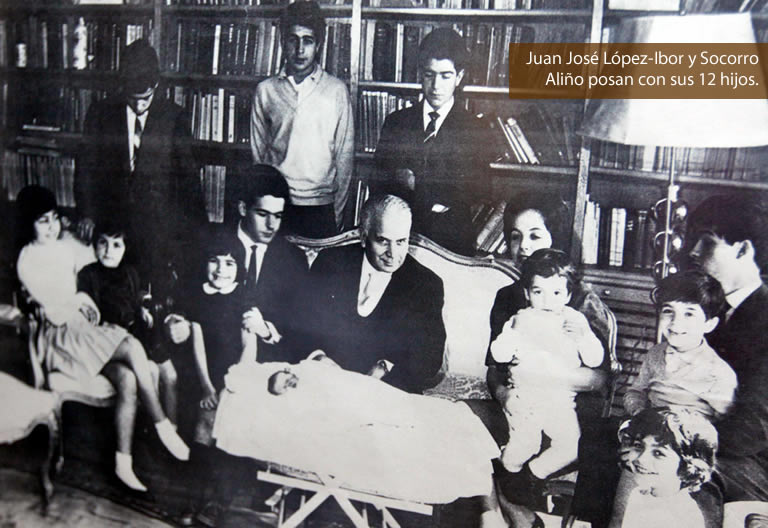

Dos son las coordenadas generales en las que se desenvuelve el pensamiento de López Ibor: el humanismo católico y el rigor científico. No encontraba contradicción entre ciencia y fe, a diferencia de lo tradicional en el ámbito anglosajón. Bien sabía que la ciencia positiva no puede diseccionar el espíritu, sin embargo, creyó encontrar un punto de encuentro entre ambas a través de la psiquiatría, que también se ocupa de las “enfermedades del alma” a través del estudio neurológico. Se alejó de los postulados dualistas cartesianos para defender la “unidad sustancial” de cuerpo y espíritu, perspectiva más cercana al tomismo que defendía la Iglesia.
Como psiquiatra, su nombre quedaría unido, sobre todo, al estudio de los trastornos de la vitalidad y muy en particular al de los estados de ánimo. El estudio y definición de la angustia patológica como trastorno vital, y el encuadramiento de sus variadas manifestaciones en el concepto de «timopatía», enraizado en un texto de Sigmund Freud de 1895 sobre correlatos fisiológicos de la ansiedad, supuso para la psiquiatría clínica y para la llamada patología psicosomática, de la que fueron impulsores también el internista Juan Rof Carballo y otros, un hito importante.
Su trabajo estuvo fuertemente influido por la fe católica que dirigió toda su obra, así como por su cercanía al Opus Dei. Curiosamente, fue la lectura de Freud la que marcó su vocación hacia la psiquiatría en años tempranos. Sin embargo, al contrario de Freud, piensa que no todo proceso psicológico obedece a pulsiones sexuales subyacentes, por lo que realizará una revisión y crítica del psicoanálisis que le llevará a rechazarlo como método clínico e interpretativo. En lugar de ello, se sirvió de las propuestas de los filósofos judíos Karl Jaspers y, sobre todo, Edmund Husserl y su fenomenología, como método de estudio de las alteraciones psíquicas para alcanzar nuevas posibilidades esclarecedoras.
López Ibor colaboró con Vallejo-Nágera, Francisco Marco Merenciano y Ramón Sarró Burbano —catedrático de Psiquiatría de Barcelona—.

### Biologicismo, franquismo y homofobia
Algunos trabajos defienden que en la España franquista se adoptó como marco científico oficial para la medicina el biologicismo, y que López Ibor fue uno de sus principales valedores. Este autor habría sido responsables de formular a nivel académico la relación entre la idea de "individuo peligroso" y la salud mental, transportando dicha idea a la cultura española (biopolítica) e introduciéndola en las creencias populares durante los años de franquismo.  Sin embargo, el concepto de "individuo peligroso” era en realidad deudor de las corrientes de "higiene mental" surgidas durante el s. XIX y, en sí misma, se encontraba presente en las políticas sociales y asistenciales de la Segunda República. La interpretación fascista de la idea de "individuo peligroso", presente en los orígenes del fascismo italiano y en el nacionalsocialismo, vinculaba no solo la enfermedad mental con la peligrosidad, sino con lo que llamaron "peligrosidad política" y, más tarde, peligrosidad social. Así mismo, la peligrosidad se resignificaba como algo determinable a priori (a nivel biológico primero y por causas sociales-familiares después), y vinculable a las ideas políticas, y se pretendía encontrar su razón de ser en el desplazamiento de los rasgos de las razas superiores, considerando esto finalmente como origen de los problemas sociales. Como observa Ricardo Campos, esta idea fue utilizada por el Franquismo para patologizar las expresiones políticas y conductuales consideradas contrarias al régimen, así como para producir un sujeto que fuera afín a él; lo que Salvador Cayuela llamó el “homo patiens”. Una de las pruebas aducidas en esta dirección es la persecución y patologización de la homosexualidad y de lo que hoy es el colectivo LGTBIQ+, y su consiguiente "tratamiento psiquiátrico", especialmente, tras la inclusión de la homosexualidad en la Ley de Vagos y Maleantes en 1954. Juan José López Ibor, hubiera sido, en definitiva, un indiscutible protagonista de la historia de España que ayudó a sostener las bases de la represión homófoba y ayudó a construir una "justificación teórico-ideológica" para la violencia ejercida por el Estado hacia la disidencia política e identitaria.
No obstante, el caso de España, proponer el biologicismo como tesis oficial durante la dictadura resulta controvertido. No podemos olvidar que el biologicismo contradecía las bases antropológicas del catolicismo, especialmente las del tomismo escolástico imperante en la época, en tanto que entiende que la conducta del hombre está inevitablemente determinada por factores biológicos -los genes-, negando el libre albedrío, lo cual hace difícil que se desplegara como ideología monolítica durante aquellos años. En efecto, el biologicismo fue desarrollado por el erudito inglés Galton -primo de Darwin y fundador de la eugenesia-, y sirvió para desarrollar el «darwinismo social» que sustentaría las bases racistas y clasistas del fascismo italiano y su máxima expresión a través del nacionalsocialismo. De esta manera, el biologicismo -de cuyo peligro ya había advertido el pensador existencialista cristiano Miguel de Unamuno- se hace presente en España bajo la influencia que ejerció el fascismo en los primeros años del régimen y más tarde, desde el punto de vista médico, en oposición al psicoanálisis imperante en la psiquiatría americana. Sin embargo, el eugenismo -y con él, el biologicismo- fue un movimiento repetidamente rechazado por los católicos.
En lo que se refiere a la estigmatización de la homosexualidad como una enfermedad, y la utilización de tratamientos como el electro-chok (con efectos colaterales perniciosos para la salud), desgraciadamente no fueron fenómenos genuinamente franquistas ni novedosos en aquella época. No podemos olvidar que, por un lado, éste era, junto a otros medios desechados por la ciencia actual, un método ampliamente extendido en las prácticas médicas de la época a nivel internacional (a pesar de contar con no pocos detractores), y por otro lado, que la homosexualidad no fue eliminada del Manual Diagnóstico y Estadístico de los Trastornos Mentales (DSM) de la Asociación de Psiquiatría Americana hasta 1974.

## Academias y asociaciones a las que perteneció
Fue miembro de:
- la Academia de las Ciencias de Lisboa.
- la Sociedad Médica de Suecia.
- la Sociedad Francesa de Neurología.
- la Sociedad Suiza de Psiquiatría.
- la Asociación Americana de Psiquiatría.
- la Asociación Internacional de Neurología y Psicología.
- las Academias Médicas de Argentina, Venezuela, Colombia y México.
- Fundador y Presidente del primer Congreso de la Asociación Católica Internacional de Psicología Médica y Psicoterapia.

## Condecoraciones y reconocimientos
- Doctor honoris causa por la Universidad de San Marcos de Lima
- Gran Cruz de la Orden del Mérito Civil (1966)[28]

## Publicaciones

### Revistas
López Ibor fundó las siguientes revistas y colecciones:
- Norma (1935). Fundada junto con Pedro Laín Entralgo y Marco Merenciano. El título del trabajo que encabezó su primer número era expresión del talante cultural de López Ibor. Con Raíz vital de la Universidad se inició una nómina de publicaciones reveladora de la sensibilidad de toda una generación de estudiosos frente a los problemas de la Cultura y la vida moderna.

- Actas Luso-Españolas de Neurología y Psiquiatría (1943). Revista trimestral, en la que López Ibor también fue su director.
- Biblioteca de Psicología y Psicoterapia (1966-1970). Publicó nueve volúmenes.

### Monografías
Fue un conferenciante prolífico. Al tener la costumbre de llevar por escrito sus intervenciones orales, pudo publicar muchas de sus inquietudes culturales. En su obra López Ibor señala con diversos énfasis que «el interrogante del sentido de la vida humana es el que presta unidad a la ciencia». Entre otros, publicó las siguientes monografías:
- Lo vivo y lo muerto del psicoanálisis. Hacia una nueva psiocterapia (Barcelona, Luis Miracle Editor, 1933)
- Discurso a los universitarios españoles (Madrid. Cultura Española, 1938; cuatro ediciones). Influyó notablemente en muchos jóvenes
- Neurosis de guerra (1942)
- Epilepsia genuina (1943)
- La agonía del psicoanálisis (Madrid, Espasa Calpe, 1945)
- Los problemas de las enfermedades mentales (1949)
- La angustia vital (Madrid, Paz Montalvo, 1950)
- La responsabilidad penal del enfermo mental (Madrid, Real Academia Nacional de Medicina, 1951)
- El español y su complejo de inferioridad (Madrid, Rialp, 1951; seis ediciones)
- El descubrimiento de la intimidad (1952)
- Symposium sobre la esquizofrenia (Madrid, CSIC, 1957)
- Rasgos neuróticos del mundo contemporáneo (1964)
- El español y la técnica (1964)
- La neurosis como enfermedad del ánimo (Madrid, Gredos, 1966)
- La aventura humana (1966; dos ediciones)
- El libro de la vida sexual (Barcelona, Danae, 1968)
- Rebeldes (1969; cuatro ediciones)
- De la noche oscura a la angustia (Madrid, Rialp, 1973)
- El cuerpo y la corporalidad (Madrid, Gredos, 1974), junto con J.J. López-Ibor Aliño.
- Cómo se fabrica una bruja (Barcelona, DOPESA, 1976)
- Freud y sus ocultos dioses (Barcelona, Planeta, 1976)